# Светско првенство у атлетици у дворани 2004 — 1.500 метара за жене
Трка на 1.500 метара у женској конкуренцији на 10. Светском првенству у атлетици у дворани 2004. у Будимпешти одржано је 5. и 6. марта.
Титулу освојену у Бирмингему 2003, није бранила Реџина Џејкобс из САД.

## Земље учеснице
Учествовало је 21 такмичарка из 18 земаља.
1. Белорусија (1)
2. Боливија (1)
3. Бугарска (1)
4. Грчка (1)
5. Етиопија (1)
6. Јамајка (1)
7. Канада (1)
8. Мађарска (1)
9. Пољска (1)
10. Румунија (1)
11. Русија (2)
12. САД (1)
13. Словенија (1)
14. Уједињено Краљевство (1)
15. Украјина (2)
16. Француска (1)
17. Чешка (1)
18. Шпанија (2)

## Освајачи медаља
| Освајачи медаља |                  |                          |  |  |  |  |
|                 |                  |                          |  |  |  |  |
|                 |                  |                          |  |  |  |  |
|                 |                  |                          |  |  |  |  |
| Кутре Дулеша    | Кармен Думе-Усар | Гулнара Самитова-Галкина |  |  |  |  |
| Етиопија        | Канада           | Русија                   |  |  |  |  |

## Рекорди
Стање 9. март 2004.
| Рекорди пре почетка Светског првенства 2004. | Рекорди пре почетка Светског првенства 2004. | Рекорди пре почетка Светског првенства 2004. | Рекорди пре почетка Светског првенства 2004. | Рекорди пре почетка Светског првенства 2004. | Рекорди пре почетка Светског првенства 2004. |
| -------------------------------------------- | -------------------------------------------- | -------------------------------------------- | -------------------------------------------- | -------------------------------------------- | -------------------------------------------- |
| Светски рекорд                               | 3:58,28                                      | Елена Соболева                               | Русија                                       | Москва, Русија                               | 18. фебруар 2004.                            |
| Рекорди светских првенстава                  | 4:01,67                                      | Реџина Џејкобс                               | Сједињене Државе                             | Бирмингем, Уједињено Краљевство              | 16. март 2003.                               |
| Најбољи резултат сезоне                      | 4:01,90                                      | Кутре Дулеша                                 | Етиопија                                     | Карлсруе, Немачка                            | 15. фебруар 2004.                            |
| Афрички рекорд                               | 4:01,90                                      | Кутре Дулеша                                 | Етиопија                                     | Карлсруе, Немачка                            | 15. фебруар 2004.                            |
| Азијски рекорд                               |                                              |                                              |                                              |                                              |                                              |
| Северноамерички рекорд                       | 3:59,98                                      | Реџајна Џејкобс                              | Сједињене Државе                             | Бостон, САД                                  | 1. фебруар 2003.                             |
| Јужноамерички рекорд                         | 4:14,05                                      | Летитија Врисде                              | Суринам                                      | Будимпешта, Мађарска                         | 12, фебруар 1992.                            |
| Европски рекорд                              | 4:00,27                                      | Дојна Мелинте                                | Румунија                                     | Ист Радерфорд, САД                           | 9. фебруар 1990.                             |
| Океанијски рекорд                            |                                              |                                              |                                              |                                              |                                              |

### Најбољи резултати у 2004. години
Десет најбољих атлетичарки године на 1.500 метара у дворани пре првенства (5. марта 2004), имале су следећи пласман.
| 1.  | Кутре Дулеша              | Етиопија         | 3:58,28 | 18. фебруар |
| 2.  | Алесија Турава            | Белорусија       | 4:04,42 | 12. фебруар |
| 3.  | Кели Холмс                | Велика Британија | 4:04,83 | 12. фебруар |
| 4.  | Хајлеј Пари-Тулет         | Велика Британија | 4:05,63 | 12. фебруар |
| 5.  | Гулнара Самитова-Галкина  | Русија           | 4:05,91 | 19. фебруар |
| 6.  | Јудит Варга               | Мађарска         | 4:06,04 | 15. фебруар |
| 7.  | Јелена Задорожна          | Русија           | 4:06,61 | 19. фебруар |
| 8.  | Наталија Јевдокимова      | Русија           | 4:07,76 | 22. фебруар |
| 9.  | Олесија Чумакова-Михејева | Русија           | 4:07,9h | 8. фебруар  |
| 10. | Јулија Фоменко            | Русија           | 4:07,97 | 19. фебруар |

Такмичарке чија су имена подебљана учествовале су на СП 2004.

## Сатница
| Датум         | Време | Ниво          |
| ------------- | ----- | ------------- |
| 5. март 2004. | 19:20 | Квалификације |
| 6. март 2004. | 19:10 | Финале        |

## Резултати

### Квалификације
Такмичење је одржано 5. марта 2004. године. Такмичарке су биле подељене у 2 групе. За пласман у полуфинале пласирале су се по 3 првопласиране из група (КВ) и 3 према постигнутом резултату (кв).,.
Почетак такмичења: група 1 у 19:20, група 2 у 19:30.
| Плас. | Група | Атлетичарка              | Земља                | ЛР       | ЛРС     | Резултат | Белешка    |
| ----- | ----- | ------------------------ | -------------------- | -------- | ------- | -------- | ---------- |
| 1.    | 1     | Кутре Дулеша             | Етиопија             | 3:58,43о | 4:01,90 | 4:08,23  | КВ         |
| 2.    | 1     | Гулнара Самитова-Галкина | Русија               | 4:05,91  | 4:05,91 | 4:08,48  | КВ         |
| 3.    | 1     | Данијела Јорданова       | Бугарска             | 4:02,60о | 4:09,25 | 4:08,50  | КВ, ЛРС    |
| 4.    | 1     | Наталија Тобијас         | Украјина             | 4:06,68о | 4:13,74 | 4:08,96  | кв, ЛР     |
| 5.    | 1     | Лидија Хојецка           | Пољска               | 3:59,22о | 4:10,44 | 4:09,01  | кв, ЛРС    |
| 6.    | 1     | Кармен Думе-Усар         | Канада               | 4:08,09о | 4:11,71 | 4:09,28  | кв, НР, ЛР |
| 7.    | 1     | Јудит Варга              | Мађарска             | 4:01,26о | 4:06,04 | 4:10,71  |            |
| 8.    | 2     | Кели Холмс               | Уједињено Краљевство | 3:58,07о | 4:04,83 | 4:11,15  | КВ         |
| 9.    | 2     | Алесија Турава           | Белорусија           | 3:59,89о | 4:04,42 | 4:11,36  | КВ         |
| 10.   | 2     | Јулија Косенкова         | Русија               | 4:03,66о | 4:08,51 | 4:11,37  | КВ         |
| 11.   | 2     | Соња Роман               | Словенија            | 4:09,67о | 4:13,30 | 4:11,72  | ЛР         |
| 12.   | 1     | Нурија Фернандез         | Шпанија              | 4:03,57о | 4:12,45 | 4:11,95  | ЛР         |
| 13.   | 2     | Наталија Родригез        | Шпанија              | 4:01,30о | 4:09,16 | 4:13,66  |            |
| 14.   | 2     | Андреја Сулдесова        | Чешка                | 4:06,13о | 4:10,68 | 4:13,66  |            |
| 15.   | 1     | Латифа Есарок            | САД                  | 4:06,07о | 4:13,81 | 4:13,74  | ЛР         |
| 16.   | 2     | Алина Кучерзан           | Румунија             | 4:05,80о | 4:11,30 | 4:15,58  |            |
| 17.   | 1     | Констадина Ефедаки       | Грчка                | 4:09,17о | 4:20,90 | 4:18,58  | ЛР         |
| 18.   | 2     | Jenelle Deatherage       | САД                  | 4:12,75  | 4:14,84 | 4:20,21  |            |
| 19.   | 2     | Неља Непорадна           | Украјина             | 4:04,24о | 4:15,76 | 4:22,24  |            |
|       | 1     | Niusha Mancilla          | Боливија             | 4:16,64о | 4:23,58 | НЗ       |            |
|       | 2     | Мардреа Хајман           | Јамајка              | 4:05,25о | 4:12,86 | НЗ       |            |

### Финале
Такмичење је одржано 12. марта 2004. године у 18:15.
| Поз. | Атлетичарка              | Земља                | Резултат | Белешка |
| ---- | ------------------------ | -------------------- | -------- | ------- |
|      | Кутре Дулеша             | Етиопија             | 4:06,40  |         |
|      | Кармен Думе-Усар         | Канада               | 4:08,18  | НР, ЛР  |
|      | Гулнара Самитова-Галкина | Русија               | 4:08,26  |         |
| 4.   | Данијела Јорданова       | Бугарска             | 4:08,52  |         |
| 5.   | Наталија Тобијас         | Украјина             | 4:09,03  | ЛРС     |
| 6.   | Јулија Косенкова         | Русија               | 4:09,32  |         |
| 7.   | Алесија Турава           | Белорусија           | 4:09,81  |         |
| 8.   | Лидија Хојецка           | Пољска               | 4:10,32  |         |
| 9.   | Кели Холмс               | Уједињено Краљевство | 4:12,30  |         |

### Пролазна времена
| Дистанца | Атлетичарка    | Земља      | Време   |
| -------- | -------------- | ---------- | ------- |
| 400 м    | Алесија Турава | Белорусија | 1:05,46 |
| 800 м    | Алесија Турава | Белорусија | 2:12,90 |
| 1.200 м  | Кутре Дулеша   | Етиопија   | 3:20,52 |